# Bermatingen
Bermatingen är en kommun (tyska Gemeinde) i Bodenseekreis i delstaten Baden-Württemberg i Tyskland. Kommunen består av ortsdelarna (tyska Ortsteile) Bermatingen och Ahausen.
Kommunen ingår i kommunalförbundet Markdorf tillsammans med staden Markdorf och kommunerna Deggenhausertal och Oberteuringen.